# Dubbi
De Dubbi is een stratovulkaan in de zuidelijke regio Debubawi Keyih Bahri van Eritrea. De vulkaan is 1625 meter hoog. Er zijn vier bekende erupties. In 1400 bereikte de lava de Rode Zee en tijdens de laatste uitbarsting in 1861 werd er as teruggevonden tot op 250 kilometer van de vulkaan.
Via de media kwam de foutieve informatie dat de Dubbi was uitgebarsten op 13 juni 2011, satellietbeelden toonden echter aan dat het niet om een uitbarsting van de Dubbi ging maar van de nabijgelegen vulkaan Nabro.